# Epiphragma enixum
Epiphragma enixum är en tvåvingeart som beskrevs av Alexander 1939. Epiphragma enixum ingår i släktet Epiphragma och familjen småharkrankar. Inga underarter finns listade i Catalogue of Life.